# Xã Brown-Carpenter, Quận Clay, Arkansas
Xã Brown-Carpenter (tiếng Anh: Brown-Carpenter Township) là một xã thuộc quận Clay, tiểu bang Arkansas, Hoa Kỳ. Năm 2010, dân số của xã này là 411 người.